# El Tendido
El Tendido är en ort i Mexiko.   Den ligger i kommunen Huichapan och delstaten Hidalgo, i den sydöstra delen av landet, 130 km norr om huvudstaden Mexico City. El Tendido ligger 2 160 meter över havet och antalet invånare är 199.
Terrängen runt El Tendido är kuperad norrut, men söderut är den platt. Runt El Tendido är det ganska tätbefolkat, med 72 invånare per kvadratkilometer. Närmaste större samhälle är Tecozautla, 7,7 km nordväst om El Tendido. I omgivningarna runt El Tendido växer huvudsakligen savannskog.